# اسماعیل سو
اسماعیل سو (انگلیسی: Ismaël Sow؛ زادهٔ ۱۹ فوریهٔ ۲۰۰۱) بازیکن فوتبال اهل فرانسه است.